# Jackson de Souza
Jackson de Souza (* 1. Mai 1990 in Cuiabá, Mato Grosso) ist ein brasilianischer Fußballspieler. Der Rechtsfuß wird vorwiegend als Innenverteidiger eingesetzt.

## Karriere
Jackson startete seine Laufbahn in der Jugendmannschaft des FC São Paulo. Bei diesem schaffte er aber nicht den Sprung in die erste Mannschaft. Am 15. Sein erstes Spiel als Profi bestritt er bei 2011 beim Criciúma EC. Im Jahr darauf wurde der Spieler vom SC Internacional verpflichtet. Hier bestritt er einige Spiele, wurde dann aber häufiger an andere Klubs ausgeliehen.
Anfang Mai 2016 wechselte Jackson zum EC Bahia. Dieser übernahm 70 % seiner Anteile und verpflichtete ihn für vier Jahre. Im August 2019 wurde Jackson an den Ligakonkurrenten Fortaleza EC bis Ende 2020 ausgeliehen. Nachdem die Série A 2020 aufgrund der COVID-19-Pandemie verschoben wurde, verlängerte Fortaleza die Leihe bis Ende Februar 2021. Im März 2021 wurde Jackson fest bis Ende des Jahres übernommen.
Im Januar 2022 wechselte er erstmalig ins Ausland. In Malaysia unterschrieb er einen Vertrag beim Sabah FA. Der Verein aus Sabah spielt in der ersten Liga, der Malaysia Super League. Im April 2023 gab der Amazonas FC die Verpflichtung von Jackson bekannt. Mit dem Klub trat er in dem Jahr in der Série C an, in welcher im Oktober die Meisterschaft und der Aufstieg in die Série B 2024 gefeiert werden konnten. Den Aufstieg machte der Spieler nicht mit, er wechselte zur Associação Ferroviária de Esportes.

## Erfolge
Internacional
- Staatsmeisterschaft von Rio Grande do Sul: 2012
- Recopa Gaúcha: 2016

Palmeiras
- Copa do Brasil: 2015

Bahia
- Copa do Nordeste: 2017
- Staatsmeisterschaft von Bahia: 2018, 2019

Fortaleza
- Staatsmeisterschaft von Ceará: 2020, 2021

Amazonas
- Série C: 2023